# Регби в Турции
Регби в Турции не очень популярный, но быстро развивающийся вид спорта.

## Руководящий орган
Руководящим органом является Турецкая федерация регби. Она, в свою очередь, совместно с федерацией бейсбола, софтбола и американского футбола находится под эгидой Турецкой федерации бейсбола и софтбола. Турецкая Федерация регби пока не входит в Международный совет регби.

## История
По иронии судьбы, один из самых ранних матчей по регби в Турции был сыгран между австралазийскими и британскими войсками в Дарданелльской кампании в Первой мировой войне. Несколько австралийских спортсменов были убиты во время нападения. В письме на имя Гарольда Остина, секретаря регбийного клуба «Манли», Том Ричардс говорит, что регби является «великолепным перерывом в утомительной рутине военной жизни, которое притупляет солдатский ум и приносит состояние общей небрежности».
Старейшими регбийными клубами в Турции являются «Истанбул Оттоманс», «Кадыкёй», «Пумы (Гирне)», «Санкт Бенуа» и «Кок скул».
С сезона 2011/2012 в Турции разыгрывается чемпионат страны.